# Renfrow (Oklahoma)
Renfrow est une ville du comté de Grant, dans l'État d'Oklahoma, aux États-Unis,. En 2010, elle compte une population de douze habitants.

## Démographie
Lors du recensement de 2010, la ville comptait une population de douze habitants, tandis qu'en 2019, elle est estimée à douze habitants.